# Fållnäs

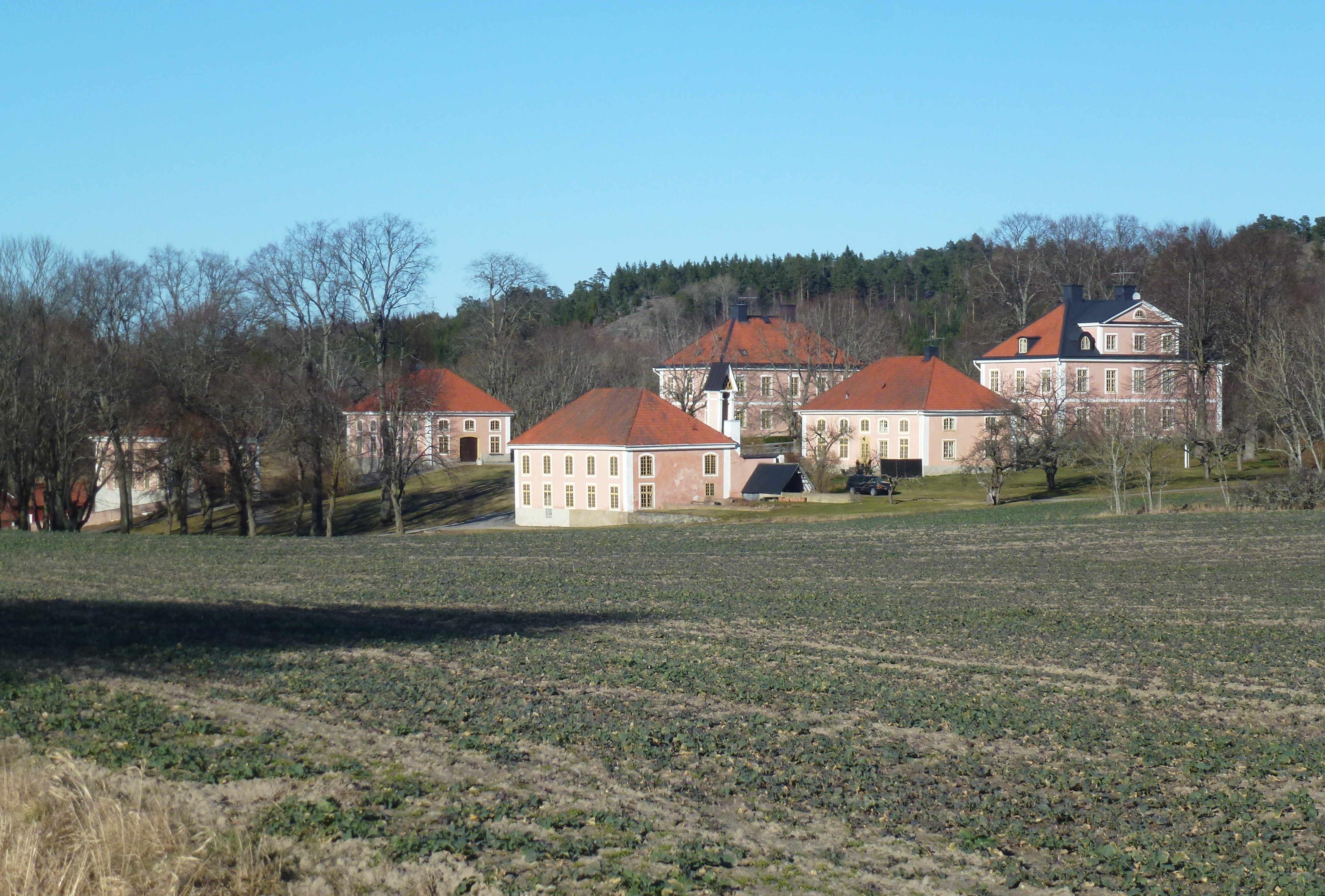
Gårdens byggnader i mars 2015.

Fållnäs är en herrgård och ett tidigare säteri som ligger mellan Fållnäsviken och Himmerfjärden i Sorunda socken och Nynäshamns kommun på Södertörn. Godsets nuvarande byggnader uppfördes under 1700-talets slut efter ritningar av arkitekten Erik Palmstedt och är sedan 1991 byggnadsminne. Fållnäs anses jämte Fituna ha varit Sorundas äldsta säterier och de två mest betydelsefulla herrgårdarna i Sorunda socken.

## Historik

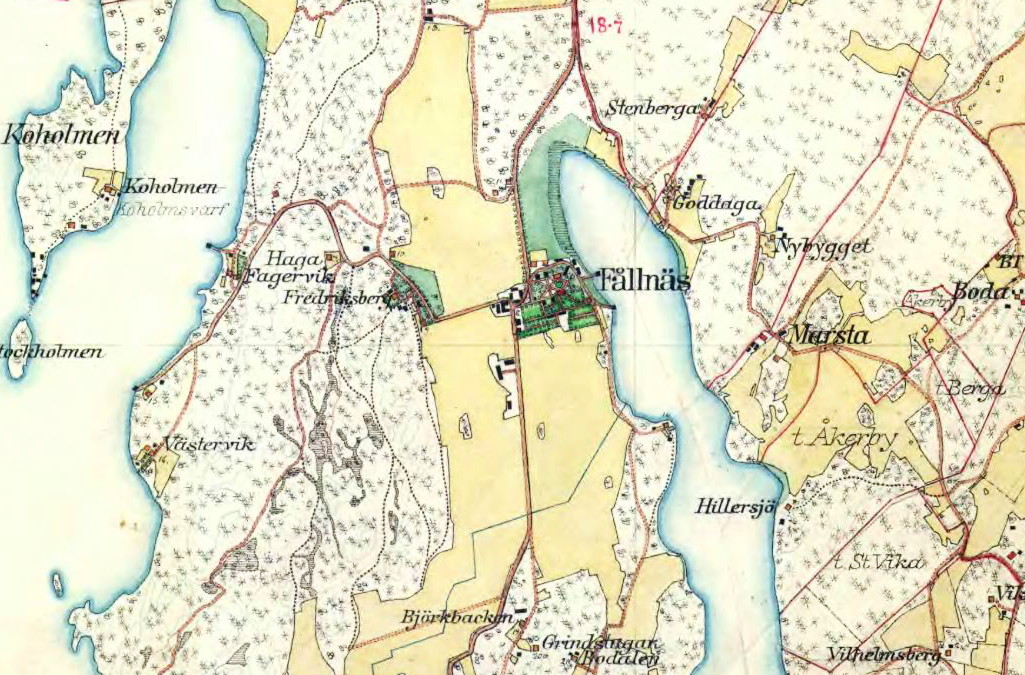
Gården och omgivningen på Häradsekonomiska kartan, 1900.

### Forntid
Trakten var bebodd redan på yngre stenåldern, som olika fynd tyder på. Ett mindre järnåldersgravfält ligger i en skogsbacke väster om gården. Strax söder om dagens gård ligger Skansberget som dateras till folkvandringstiden.

### Försvarstorn
På platsen, som hade strategiskt betydelse, fanns en kastal i form av ett runt försvarstorn byggt av sten, som troligen uppförts under 1100- eller 1200-talet och vars rester ligger dolda under den nuvarande södra bostadsflygeln. 1767 uppmättes ruinen som visade sig vara drygt 18 meter i diameter med omkring 5,5 meter tjocka murar. Om måtten är korrekta är Fållnäskastalen den största hittills kända i Sverige och större än kastalen i Stockholm (föregångaren till Tre Kronor). Enligt en nyare teori kan det ha rört sig om ett bevakningstorn vid inloppet till en kanal som skulle ha sammanbundit Fållnäsviken med Grimstafjärden. Grimstafjärden är en mindre vik av Himmerfjärden, cirka 2,5 kilometer norr om Fållnäs.

### Gården

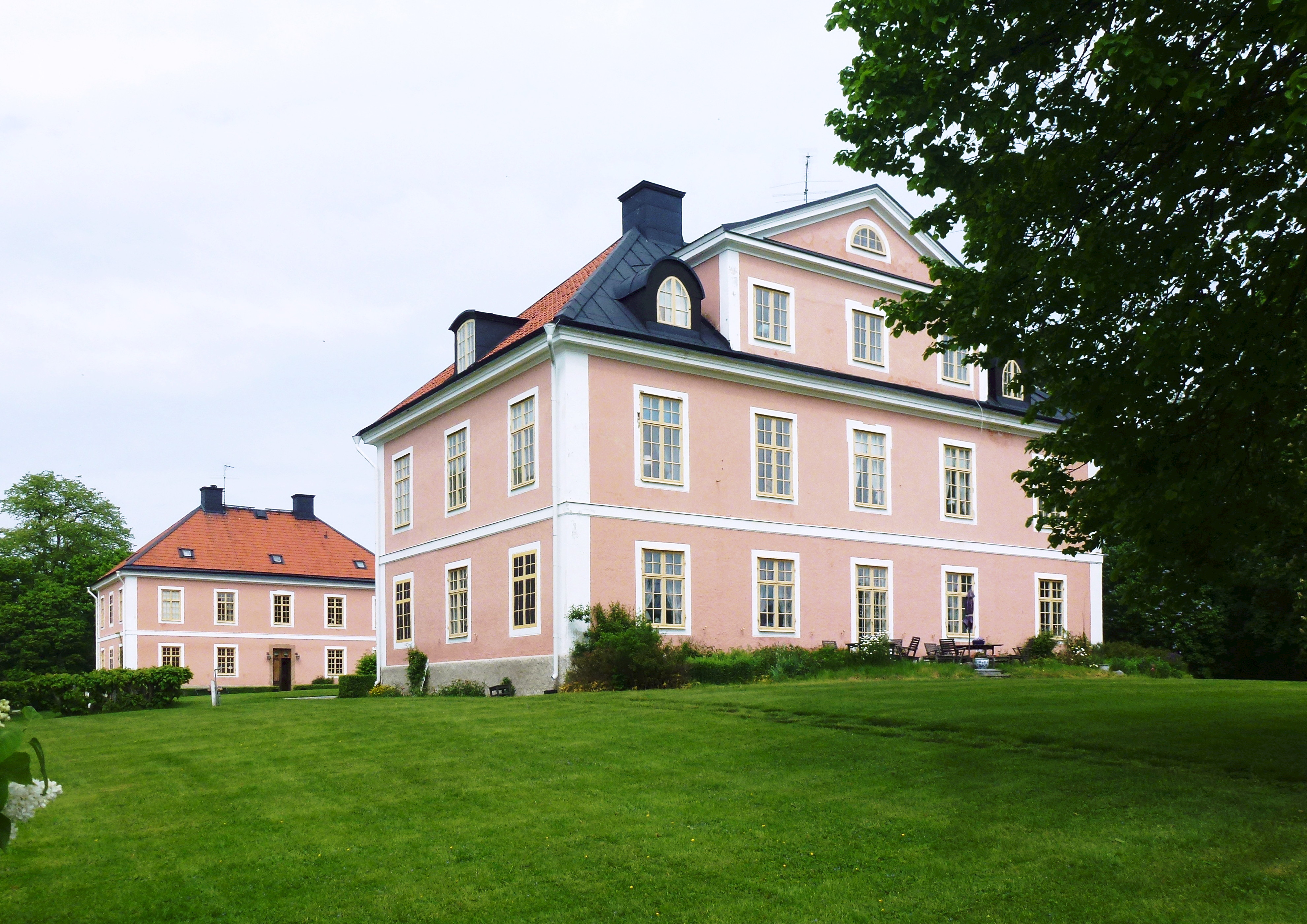
Norra och södra huvudflygeln (huvudbyggnaden närmast i bild), juni 2014.

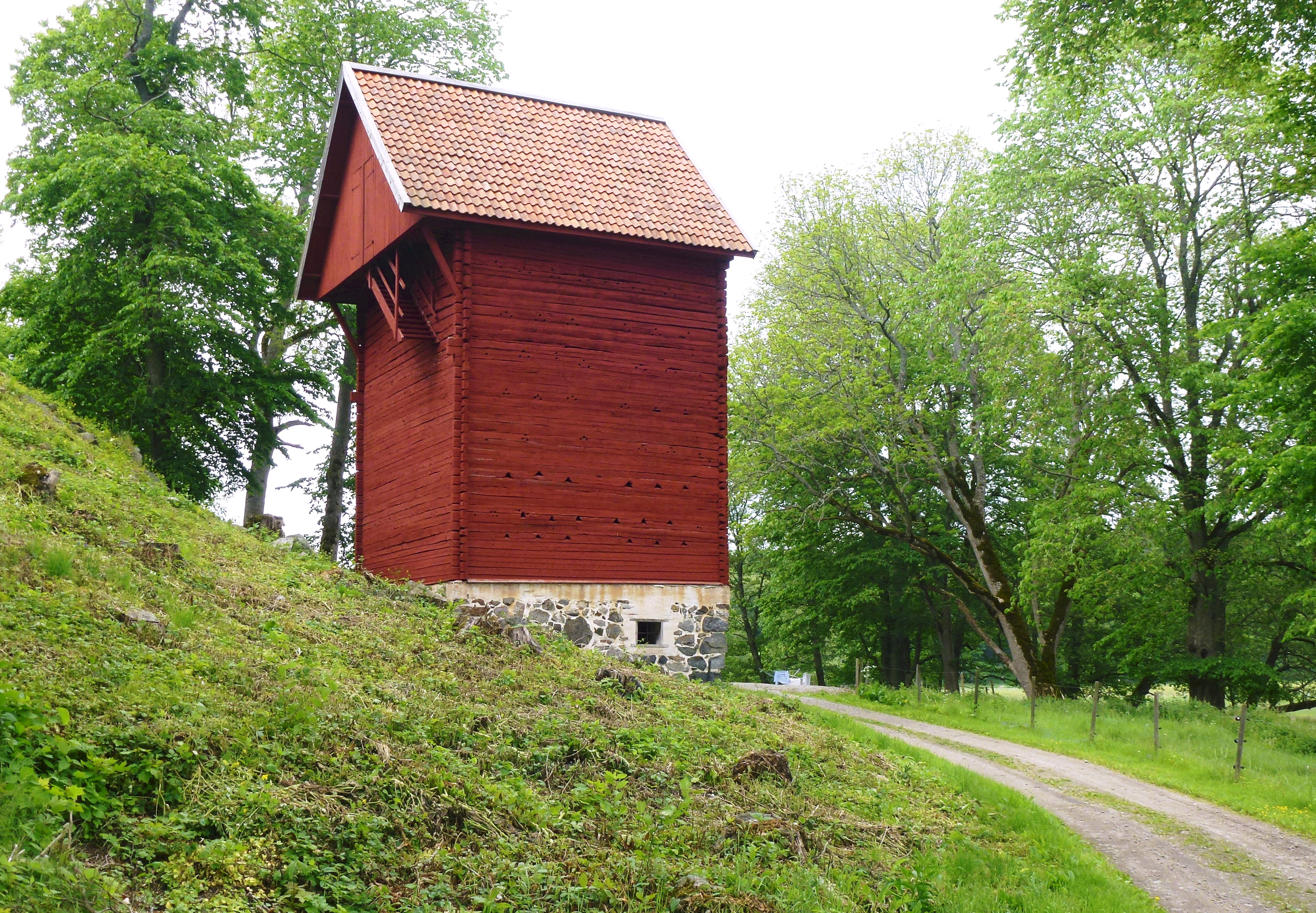
"Engelska boden".

Godset omtalas tidigast 1291, då det ägdes av Magnus Johansson (Ängel) som detta år testamenterade Fållnäs (Faldanes) till Sko kloster. Det har sedermera tillhört släkterna Magnus Marinasons ätt, Sandbroätten, Porse, Trolle, Grip, Bååt och Hummerhielm. Efter två bränder 1702 och 1719, den senare orsakad i samband med Rysshärjningarna, saknade gården ståndsmässig bebyggelse och stod delvis tom.
Släkten Hummerhielm sålde gården på 1740-talet till ryttmästaren David Henrik Hildebrand till Ericsberg. Han gjorde Fållnäs 1778 till fideikommiss för sina arvingar av släkten Bonde genom Carl Göran Bonde. Samtidigt anlitades arkitekten Erik Palmstedt för att planera och rita en ny gårdsläggning. 
Anläggningen består av sex parställda flygelbyggnader, som är anordnade längs en öst-västlig centralaxel och uppförda mellan 1780 och 1807. Den av Palmstedt planerade slottsliknande huvudbyggnaden, som skulle avsluta gårdsbildningen i öster, blev aldrig uppförd. Som huvudbyggnad fungerade istället den sydöstra flygeln, som försågs med en fronton för att markera dess funktion av manbyggnad. Norra bostadsflygeln som är av äldre datum inspirerade troligen Erik Palmstedt till den något ålderdomliga utformningen av de övriga byggnaderna, som präglas av tunga byggnadsvolymer och höga valmade sadeltak. Samtliga byggnader har en sammanhållande rosa färgsättning med vitmålade putsband.
Under politikern Carl Henrik Anckarsvärds tid som godsägare mellan 1809 och 1865 tillkom flera nya byggnader, däribland en klockstapel från 1810 som står mellan de södra flygelbyggnaderna, mejeriet från 1817, samt ett knuttimrat och rödmålat sädesmagasin som tillkom i slutet av 1830-talet och konstruerades efter ett från England hämtat silosystem. Magasinet kallas därför "Engelska boden" och är troligen landets äldsta i sitt slag.
Fållnäs såldes 1930 av Carl Carlsson von Horn varvid kapitalet blev penningfideikommiss. Köparen Paul Toll är mest känd som delägare och det andra namnet i Kreuger & Toll AB, Kreugerkoncernens holdingbolag ledd av Ivar Kreuger. Fållnäs äges alltjämt av familjen Toll och förvaltas av Paul Tolls sonson Henrik Toll. Gården har ett aktivt jord- och skogsbruk som kompletteras med uthyrning av permanentbostäder i gårdens olika byggnader. I ett av husen driver man sedan 2007 en konsthall. Mycket av torpbebyggelsen kring herrgården är fortfarande välbevarad och ger odlingslandskapet dess prägel.

## Bilder

### Gårdsbyggnader

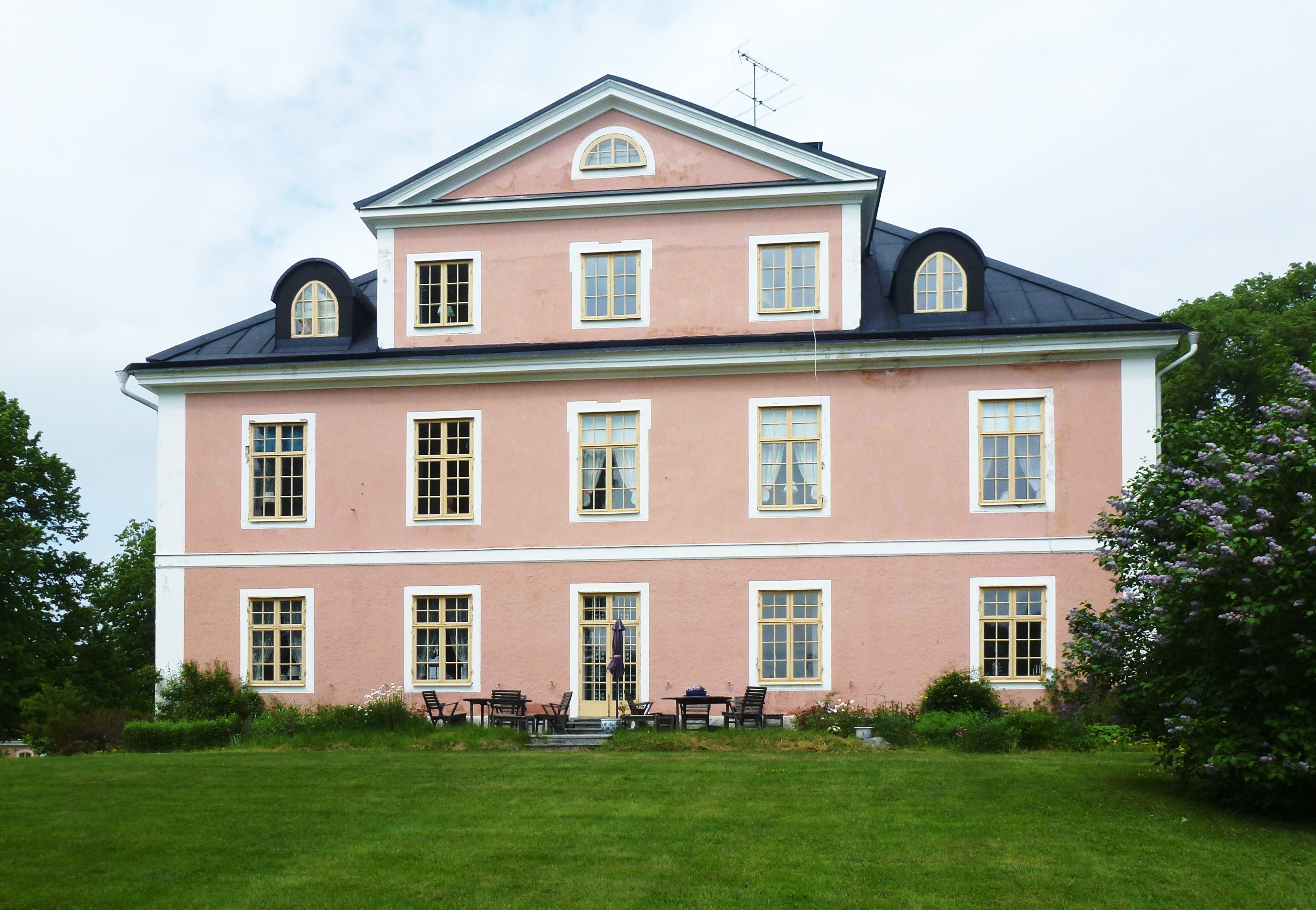
Huvudbyggnaden
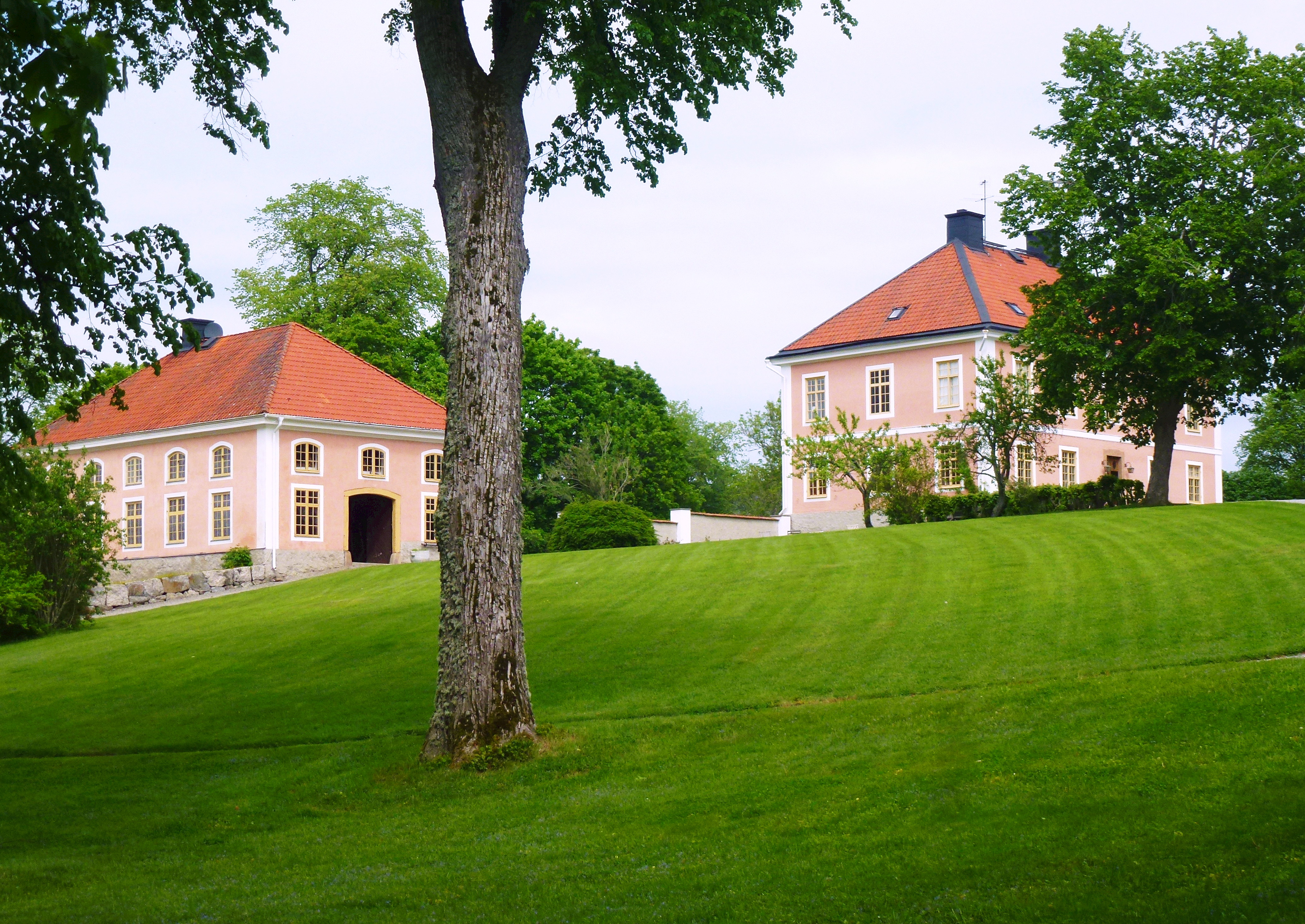
Norra flyglarna
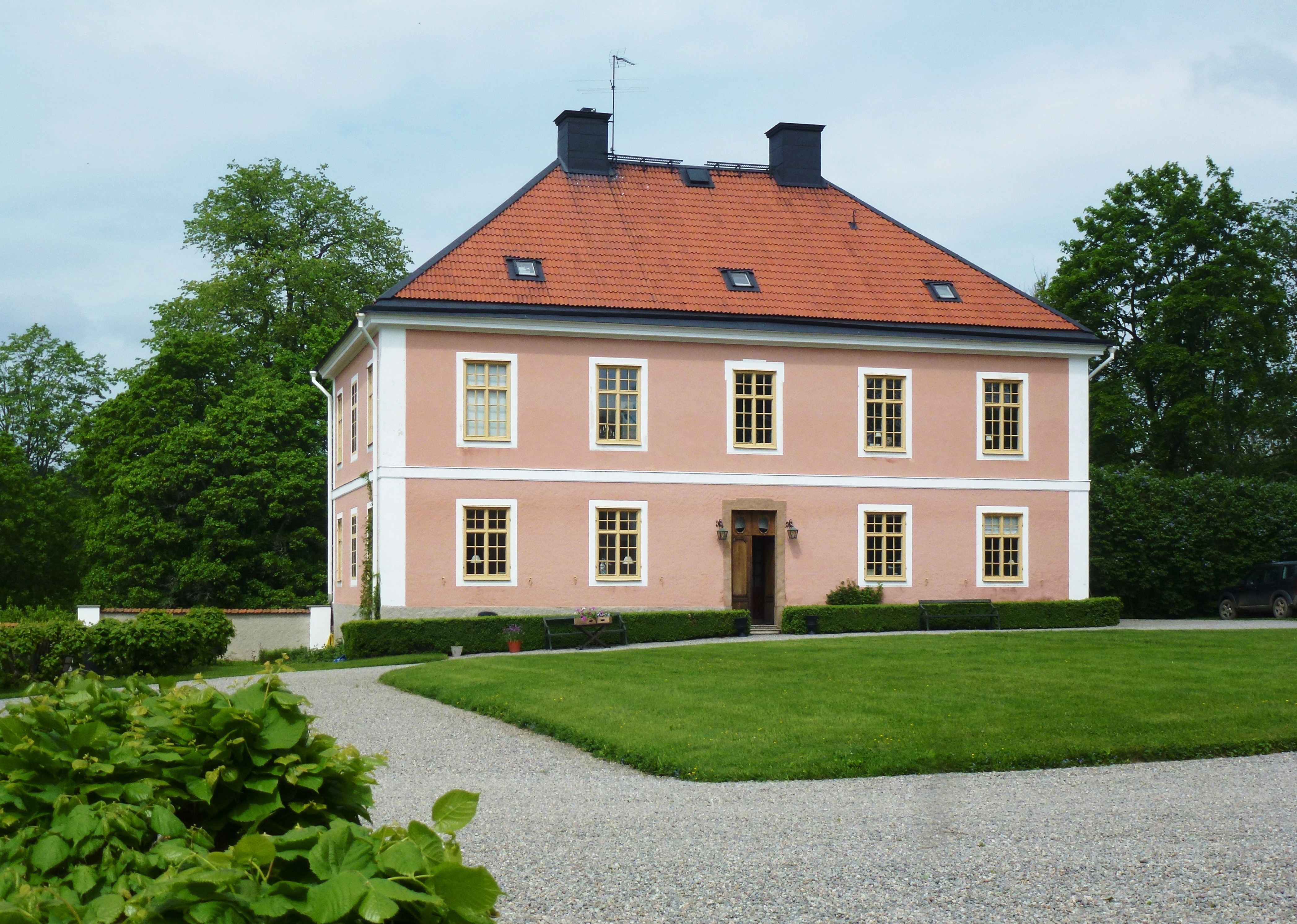
Norra huvudflygeln
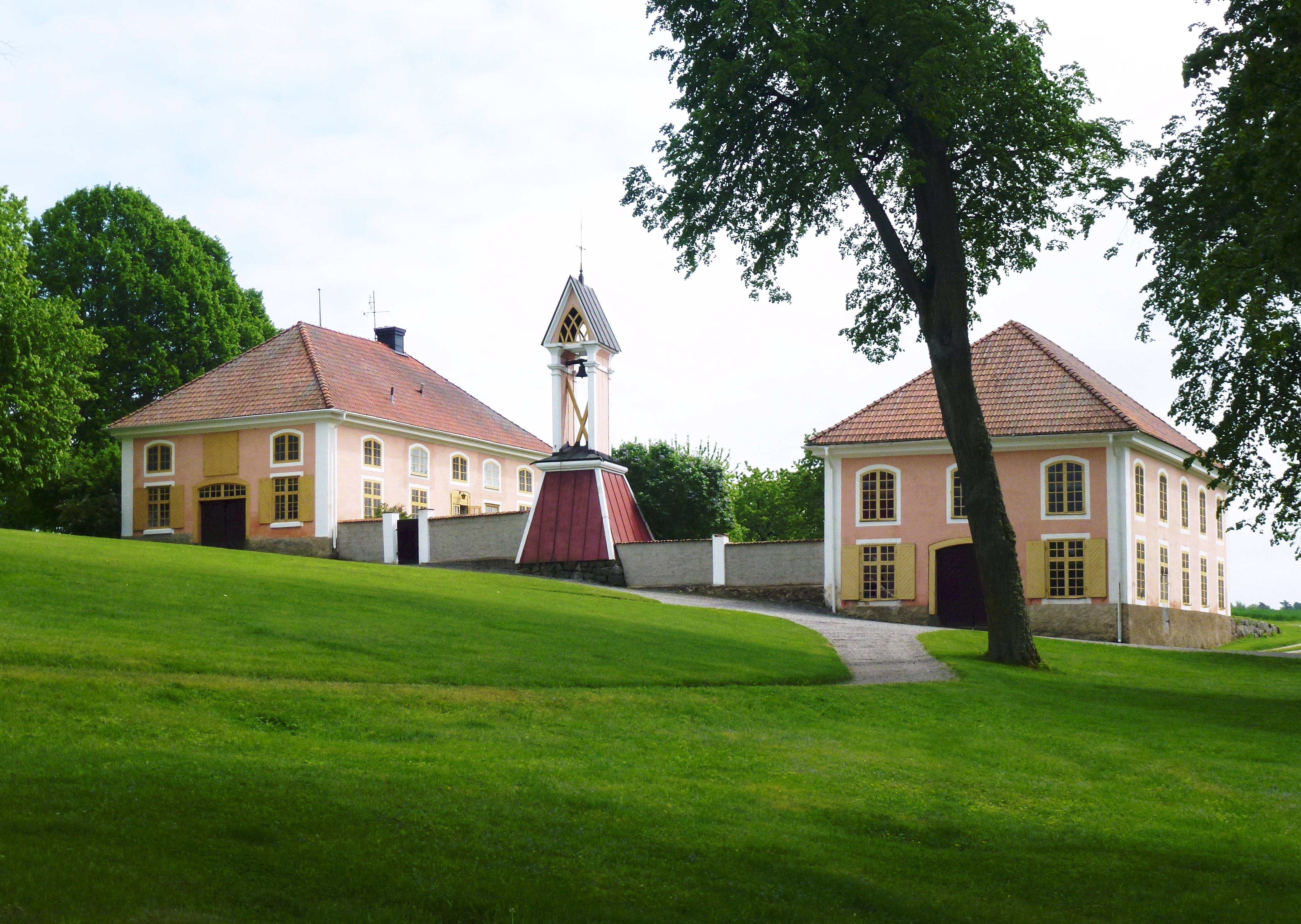
Södra flyglar och klockstapeln

### Ekonomibyggnader

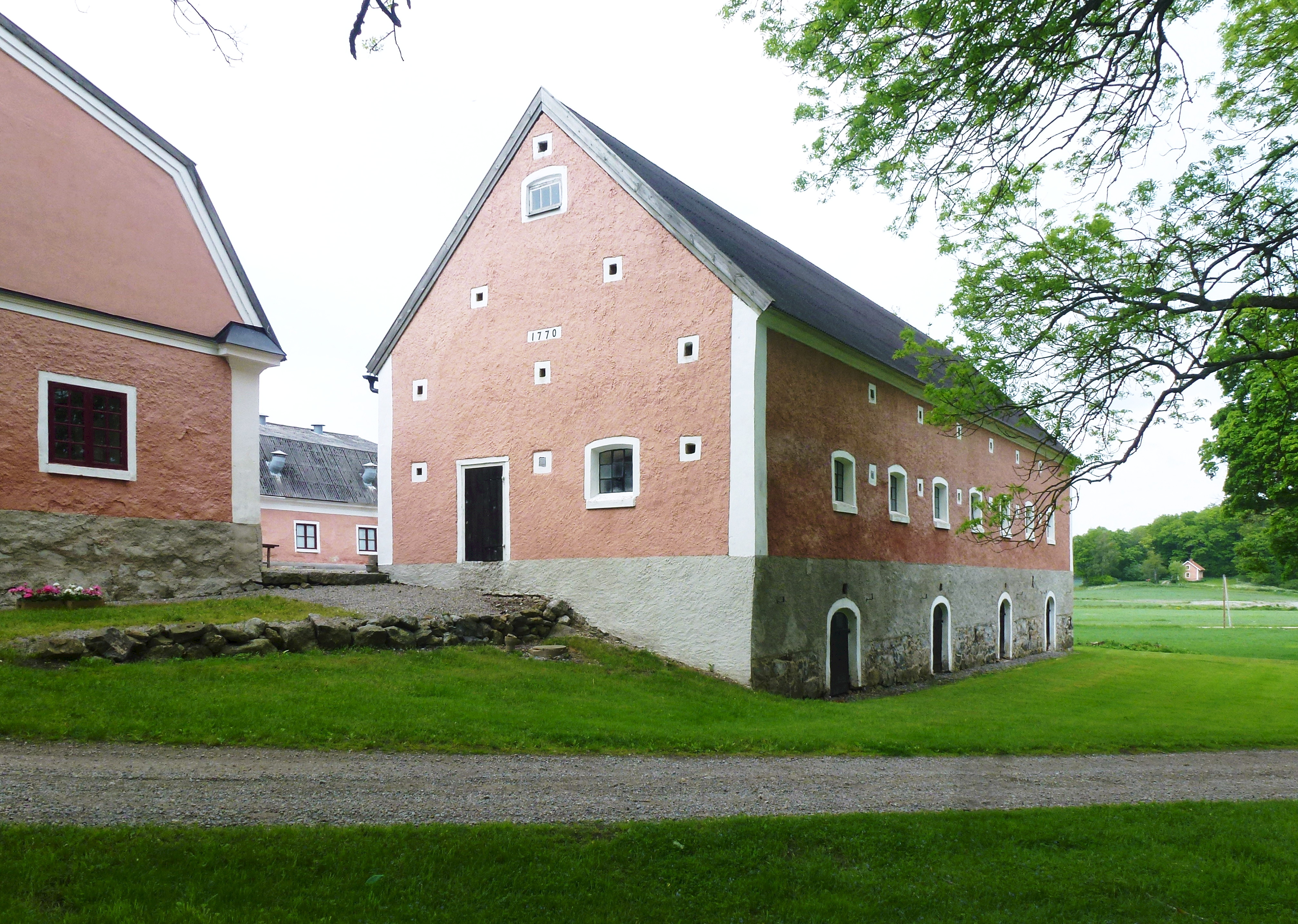
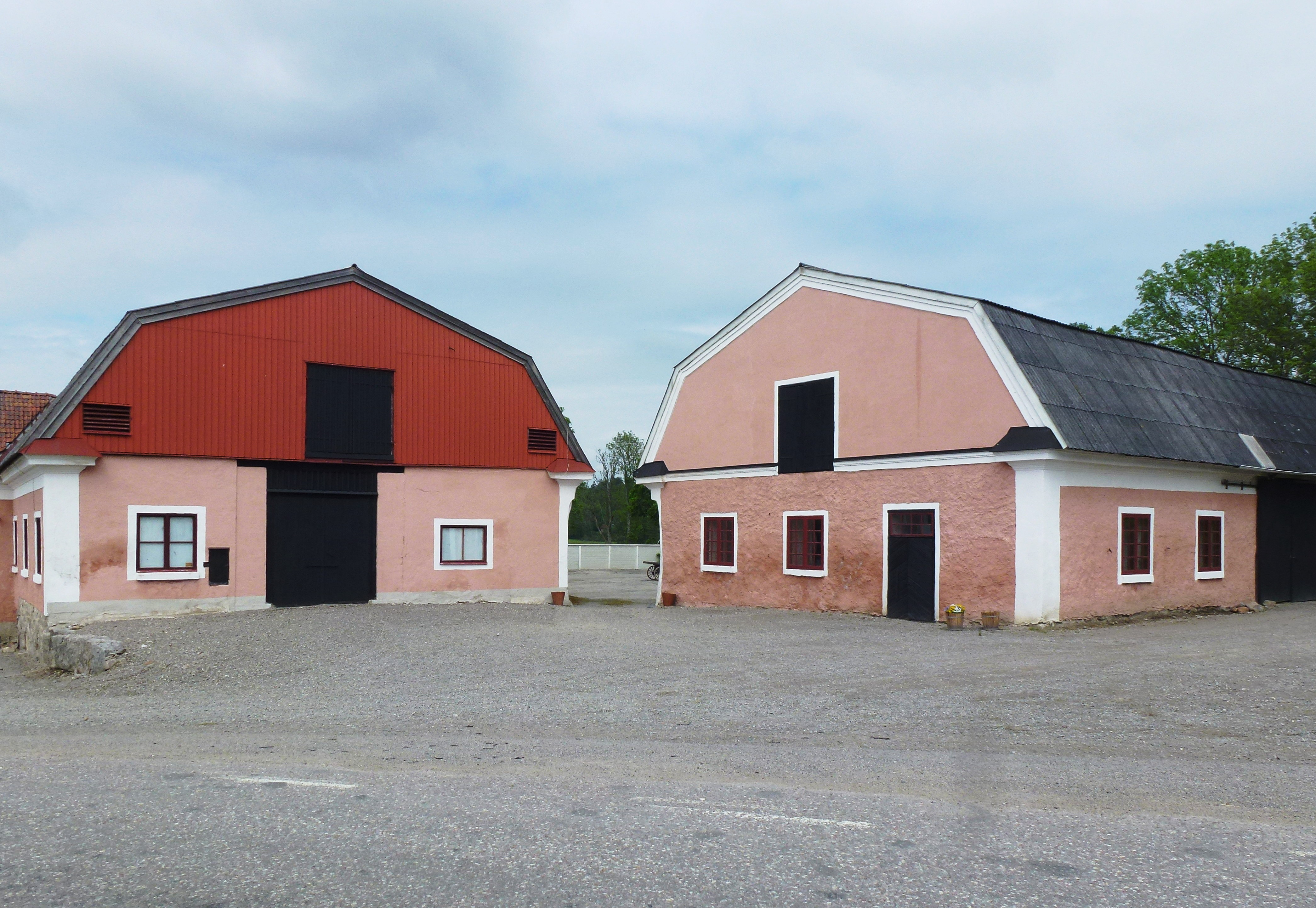
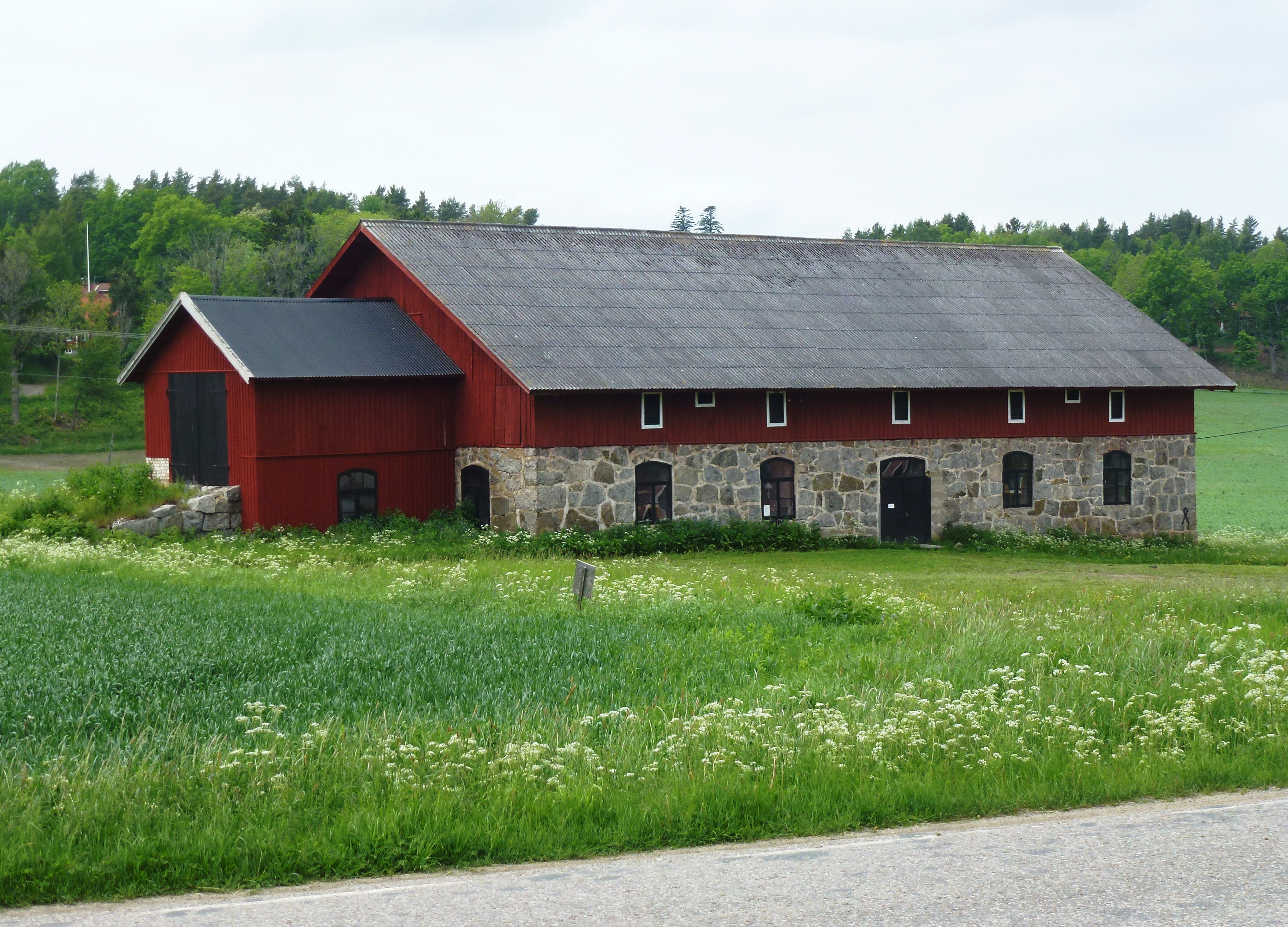
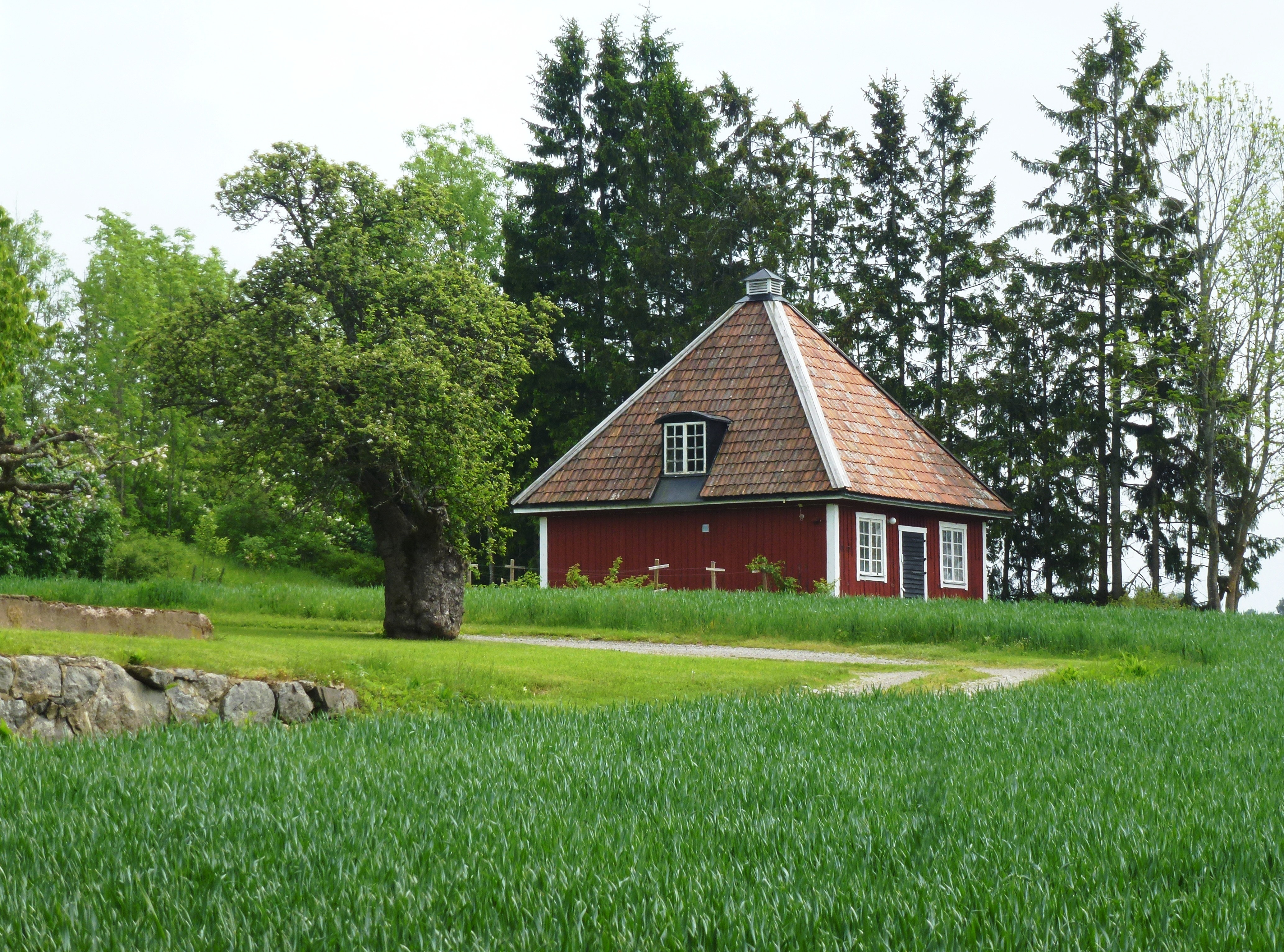